# Rivière Caraquet
Pour les articles homonymes, voir Caraquet (homonymie).
La Caraquet est une rivière du nord-est du Nouveau-Brunswick.

## Toponymie
La rivière est nommée d’après la baie de Caraquet. Deux théories tentent d’expliquer l’origine de son nom. Ce serait un mot en langue micmaque qui signifie « la rencontre de deux rivières », en référence à celle-ci et à la rivière du Nord. Selon la deuxième, le nom ferait référence à un type de bateau, la caraque. Les Micmacs l’appellent Calaket. Le gouverneur Nicolas Denys est le premier à faire mention du nom Caraquet, en 1672, dans son livre Description géographique et historique des côtes de l'Amérique septentrionale, avec l'histoire naturelle de ce pays. Il y faisait une courte description des Îles de Tousquet, qui sont les îles de Caraquet et Pokesudie. Ce nom est une erreur parce qu’elles figuraient sur sa carte comme Îles de Caraquet. Les différentes orthographes utilisées au fil des années incluent Karaquet, Quaraqu, Carraquet et Caraquette.

## Géographie

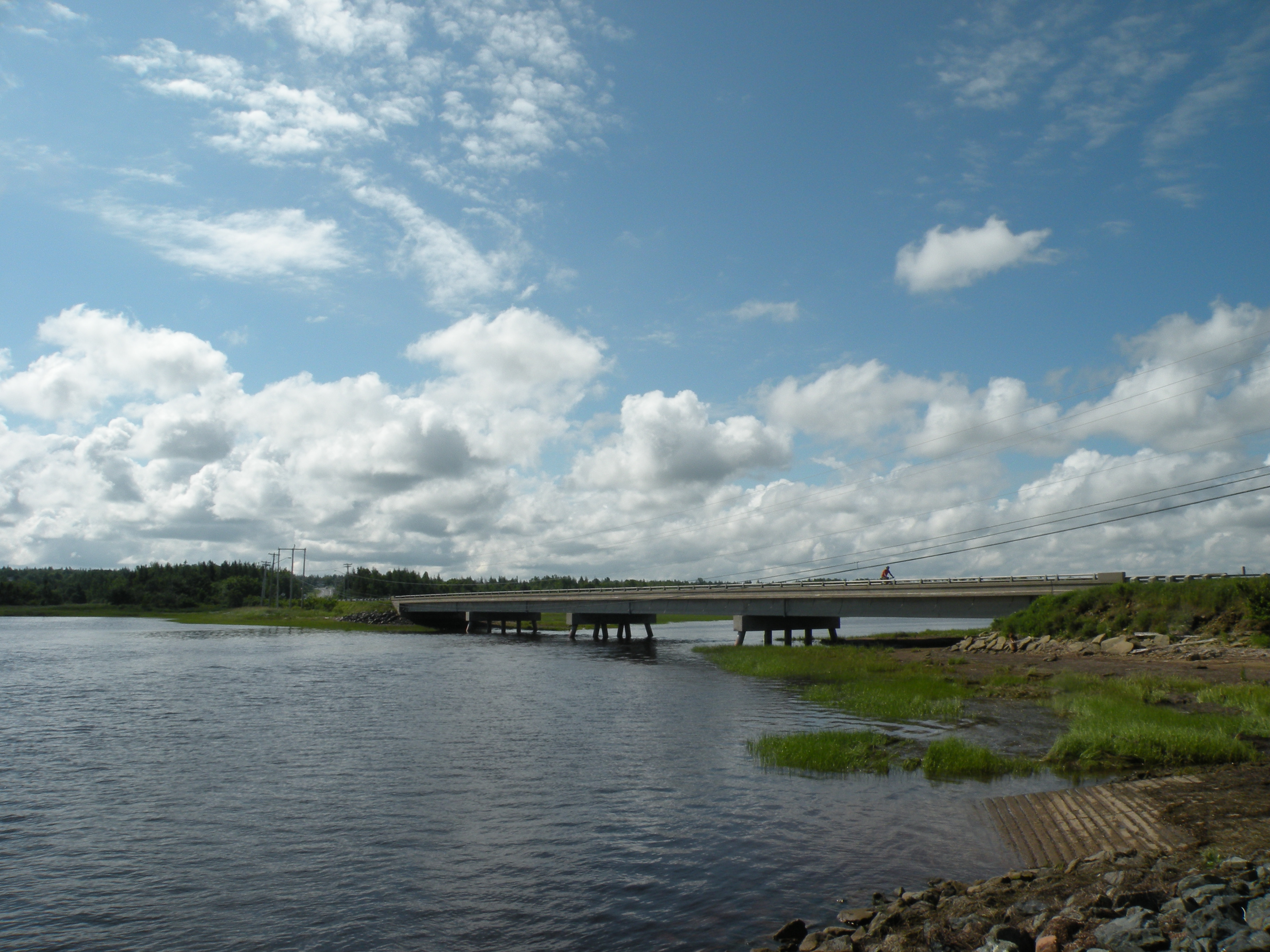
Le pont Rouge de la route 11 et rampe de mise à l'eau, à Bertrand.

Elle prend sa source dans le Caribou Barren, une région de végétation basse à l’ouest de Notre-Dame-des-Érables, à près de 90 mètres d’altitude. Elle traverse une région principalement forestière, et son embouchure se trouve dans une région marécageuse. La rivière se déverse dans la baie de Caraquet à Bertrand. Le long de son cours se trouvent les communautés suivantes, d’amont en aval : Rocheville, Notre-Dame-des-Érables, Burnsville et Bertrand.
Ses principaux affluents sont, d’amont en aval, le ruisseau Clair, le ruisseau Innishannon, le ruisseau Youngs, ruisseau Adams, le ruisseau de la Corne, le ruisseau Serbys, le ruisseau Severin, le ruisseau Saint-Jean, le ruisseau Bertrand et le ruisseau Madeleine.
Quelques chalets se trouvent près de l’embouchure. Le pont Rouge, en fait une longue chaussée comportant un pont la croise à Bertrand. Autrefois, il y avait une scierie à Burnsville. Il y a des coupes à blanc le long des berges, mais le bassin hydrographique est plus ou moins intact.